# Karbowy

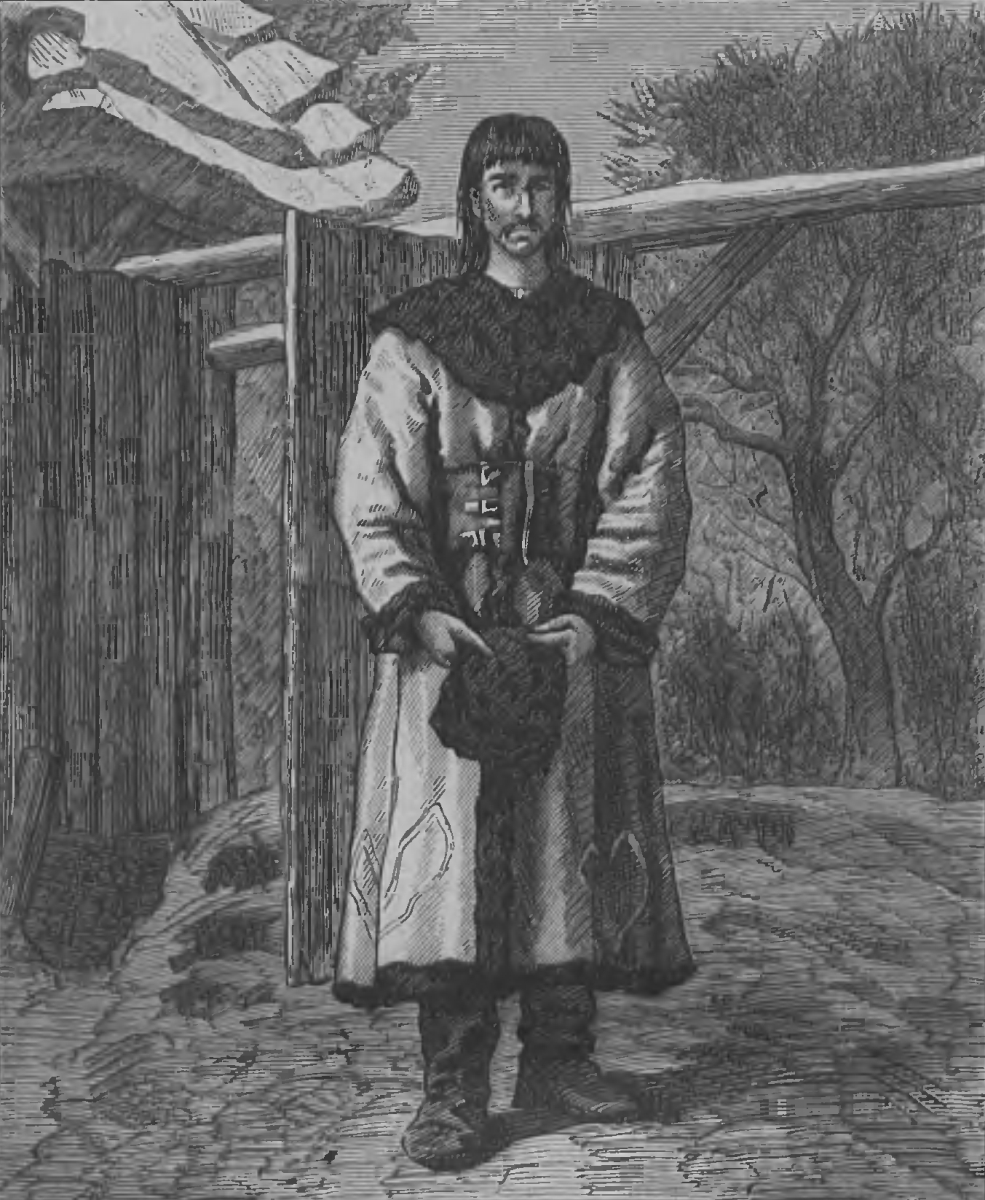
Karbowy (rys. z 1875)

Karbowy – niższy oficjalista dawnych dworów szlacheckich, nadzorujący pracę chłopów, wykonujących głównie darmową pracę w folwarku.
Jego narzędziem pracy był kij (rabosz), na którym wykonywane nacięcia rejestrowały ilość wykonanej pracy; czynność nacinania w celu ewidencyjnym nazywano „karbowaniem”. Po nacięciu karbów kij rozłupywano wzdłuż na dwie części w taki sposób, żeby karby były widoczne na obu częściach. Jedna część pozostawała u karbowego, a druga u chłopa wykonującego pracę. Ten sposób odpowiednio zabezpieczał przed sfałszowaniem zapisu, ponieważ usunięcie karbu czy nacięcie dodatkowego na jednej tylko połówce kija jednoznacznie wskazywałoby winnego tego naruszenia.
Wśród chłopów karbowy miewał złą opinię, co utrwalone zostało nawet w pieśniach ludowych zebranych przez  Oskara Kolberga.